# Lienardia pulchripicta
Lienardia pulchripicta é uma espécie de gastrópode do gênero Lienardia, pertencente a família Clathurellidae.